# 류수항
류수항(柳秀沆, 1990년 12월 12일 ~ )은 대한민국의 바둑 기사이다.

## 약력
초등학교 1학년 때 바둑을 처음 접했고 2002년 제2회 대한생명배 어린이국수전 우승을 차지했다. 양천 대일 바둑도장에서 바둑을 배웠으며, 2010년 이창호배와 인천시장배에서 우승했다. 2011년 제130회 일반인 입단대회를 통해 입단하였다. 2013년 3단을 거쳐 2015년 7월에 4단으로 승단하였다. 2013년 2013 olleh배 본선16강과 제41기 하이원리조트배 명인전 본선 16강에 진출하였다.
2016년 9월 5단으로 승단했으며, 2017년 제36회 KBS바둑왕전 본선 32강에 올랐다. 2019년 6월, 6단으로 승단했다.